# Renato Capecchi
Renato Capecchi (Le Caire, 6 novembre 1923 - Milan, 30 juin 1998) est un baryton italien, particulièrement associé au répertoire bouffe italien. 

## Biographie
Né en Égypte, de parents italiens, Renato Capecchi étudie le chant à Milan avec Ubaldo Carozzi. Il fait ses débuts à Reggio d'Émilie, dans le rôle d'Amonasro, en 1949. 
L'année suivante, il parait pour la première fois au Festival d'Aix-en-Provence en Don Giovanni, il y reviendra régulièrement dans les rôles de Guglielmo, Figaro, Don Magnifico, etc. Il parait à l'Opéra-Comique à partir de 1954, dans les ouvrages italiens du XVIIIe siècle, notamment Il filosofo di campagna, La serva padrona, Il maestro di capella,.
Il chante à La Scala de Milan, pour la première fois en ce lieu, en 1950, dans un opéra de Gian Francesco Malipiero, L'allegra brigata. En 1951, il est sur scène au Metropolitan Opera de New York, en Germont, autres rôles au Met incluent; Marcello, Ashton, etc. 
Célèbre sur beaucoup de grandes scènes, il défend un large répertoire, mais est surtout tenu pour l'un des meilleurs spécialistes de l'opéra-bouffe de la période 1750-1850, acteur renommé, il excelle aussi dans les ouvrages légers de Donizetti, Il campanello di notte, L'elisir d'amore, Linda di Chamounix, Don Pasquale, ainsi que les rôles de composition de Verdi, tels Fra Melitone dans La forza del destino, et Falstaff.
Les dernières années de sa carrière, il se tourna vers la mise en scène.